# Mireasa lui Zandy
Mireasa lui Zandy (titlul original: în engleză Zandy's Bride) este un film dramatic american, realizat în 1974 de regizorul Jan Troell, după romanul The Stranger (1942) al scriitoarei Lillian Bos Ross, protagoniști fiind actorii Gene Hackman, Liv Ullmann, Eileen Heckart și Susan Tyrrell. 

## Conținut
Zandy Allan este un fermier care lucrează din greu într-o parte îndepărtată a vestului american, care are nevoie de o mână care să-l ajute, mai mult decât ar avea nevoie de o soție. El trimite prin poștă o comandă pentru o mireasă, o suedeză care locuiește lângă Minneapolis. Așteptând o femeie în vârstă de 20 de ani, Zandy este dezamăgit când Hannah Lund se dovedește a avea 32 de ani. El nu este interesat de dragoste, ci doar de muncă, deși acest lucru nu-l împiedică să se comporte abuziv cu o femeie din preajmă, numită Maria.
În mintea sa, o are pe Hannah doar pentru a-l ajuta să-și conducă ferma și să-i ofere fii ca urmași.
Cu toate acestea, cu cât petrece mai mult timp cu Hannah, cu atât mai puțin îi vine să o trateze ca pe o posesie pe care a cumpărat-o, nu în mică parte din cauza insistenței ei ca ea să fie tratată cu respectul cuvenit.

## Distribuție
- Gene Hackman – Zandy Allan
- Liv Ullmann – Hannah Lund
- Eileen Heckart – Ma Allan
- Susan Tyrrell – Maria Cordova
- Harry Dean Stanton – Songer
- Joe Santos – Frank Gallo
- Frank Cady – Pa Allan
- Sam Bottoms – Mel Allan
- Bob Simpson – Bill Pincus
- Vivian Gordon – fata de pe stradă
- Fabian Gregory Cordova – băiatul indian
- James Gammon  - bărbat în lupta cu arme (nemenționat)

## Trivia
Filmul a fost turnat în apropiere de localitatea Big Sur, California.